# Tapoga
Tapoga è un arrondissement del Benin situato nella città di Cobly (dipartimento di Atakora) con 8 406 abitanti (dato 2006).